# 本宮町本宮
本宮町本宮（ほんぐうちょうほんぐう）は、和歌山県田辺市の町丁。2020年3月末現在の人口は510人。郵便番号は647-1731。本項ではかつて同区域に存在した東牟婁郡本宮村（ほんぐうむら）についても記す。

## 地理
田辺市の南東部、旧・本宮町の中心部、熊野川の両岸にあたる。東で本宮町高山、南で本宮町請川・本宮町耳打・本宮町渡瀬、西で本宮町湯嶺、西で本宮町一本松・本宮町大居に接する。中部に熊野本宮大社が鎮座し、南北に縦断する熊野川に沿って国道168号が通過する。

### 山岳
- 大日山
- 七越峯

### 河川
- 熊野川
- 音無川

## 歴史

### 地名の由来
熊野本宮大社による。

### 沿革
- 幕末 - 牟婁郡本宮村が存在。「旧高旧領取調帳」の記載によると和歌山藩領。
- 明治4年7月14日（1871年8月29日） - 廃藩置県により和歌山県の管轄となる。
- 1879年（明治12年）1月20日 - 所属郡が東牟婁郡に変更。
- 1889年（明治22年）4月1日 - 町村制の施行により、近世以来の本宮村が単独で自治体を形成。
- 1956年（昭和31年）9月30日 - 本宮村が三里村・四村・請川村および敷屋村の一部（大字小津荷・高山）と合併して本宮町が発足。同町大字本宮となる。
- 2005年（平成17年）5月1日 - 本宮町が田辺市・日高郡龍神村・西牟婁郡中辺路町・大塔村と合併し、改めて田辺市が発足。同市本宮町本宮となる。

## 交通

### バス
熊野交通
- 特急バス 勝浦・本宮線（熊野古道アクセスバス）
  - 勝浦駅 - 勝浦桟橋前 - 臨海通り - 那智駅前 - 権現前 - 新宮駅 - 志古 - 請川 - 本宮大社前（以上のバス停のみ停車）
- 川丈線（熊野本宮経由）
  - 新宮駅 - 権現前 - 新宮高校前 - 相賀口 - 神丸 - 志古 - 宮井大橋 - 敷屋大橋 - 請川 - 熊野本宮 - 本宮大社前 - 土河屋
- 川丈線（川湯・湯の峰温泉経由）
  - 新宮駅 - 権現前 - 新宮高校前 - 相賀口 - 神丸 - 志古 - 宮井大橋 - 敷屋大橋 - 請川 - 川湯温泉 - 渡瀬温泉 - 湯の峰温泉 - 熊野本宮 - 本宮大社前

奈良交通
- 八木新宮線（十津川・本宮いでゆライン）
  - 大和八木駅 - 高田市駅 - 近鉄御所駅 - 五條バスセンター - 大久保口 - 阪本 - 上野地 - 十津川村役場 - 十津川温泉 - ホテル昴 - 熊野本宮 - 湯の峰温泉 - 新宮駅
  - 新宮駅 → 湯の峰温泉 → 熊野本宮 → 十津川温泉 → 十津川村役場 → 五條バスセンター → 大和八木駅

明光バス
- 特急バス 三段壁熊野古道スーパーエクスプレス
  - 白浜古賀浦 - 南紀白浜空港 - 白浜駅 - 本宮大社前 - 新宮駅

龍神自動車
- 熊野本宮線
  - 紀南病院 - 紀伊田辺 - 栗栖川 - 熊野本宮大社 - 発心門王子

### 道路
- 国道168号

## 施設
- 田辺市役所本宮行政局
- 田辺市立本宮小学校
- 本宮郵便局
- 田辺市消防本部本宮消防署
- 世界遺産熊野本宮館

## 名所・旧跡・観光スポット・祭事・催事
- 熊野本宮大社[2]